# Luis Ramallo
Pour les articles homonymes, voir Ramallo (homonymie).
Luis William Ramallo Fernández (né le 4 juillet 1963 à Cochabamba en Bolivie) est un joueur de football international bolivien, qui évolue au poste d'attaquant.

## Biographie

### Carrière en sélection
Avec l'équipe de Bolivie, il dispute 36 matchs (pour 9 buts inscrits) entre 1989 et 1997. Il figure notamment dans le groupe des sélectionnés lors de la Copa América de 1993.
Il joue également la Coupe du monde de 1994.